# 不易糊工業

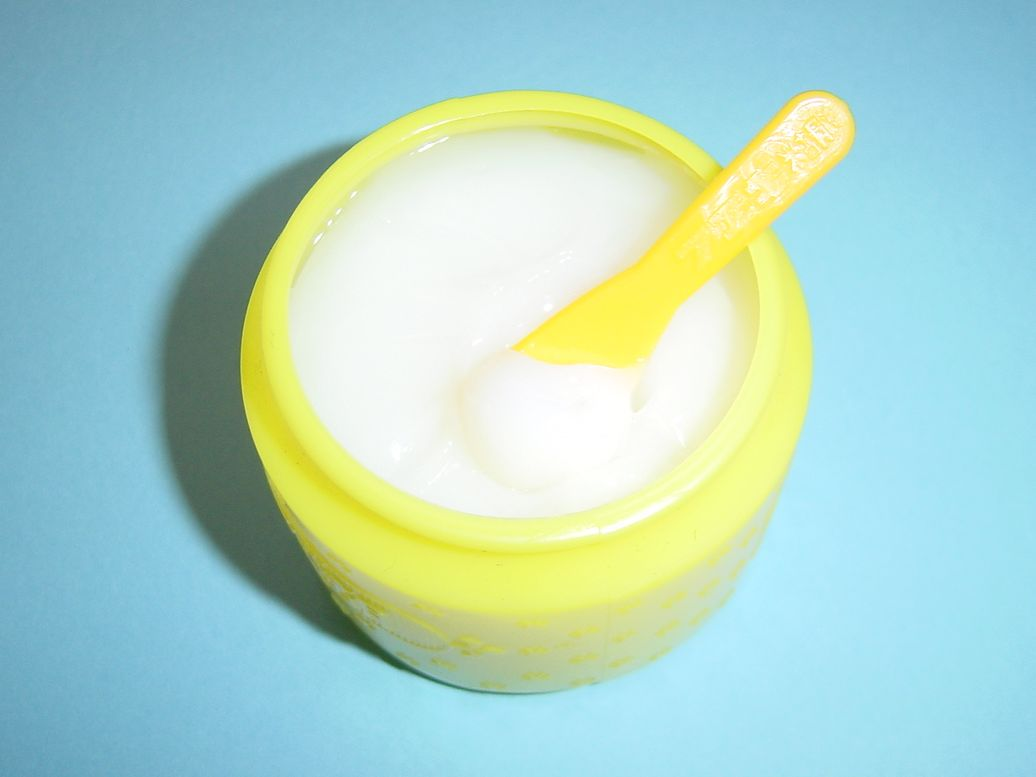
フエキ糊

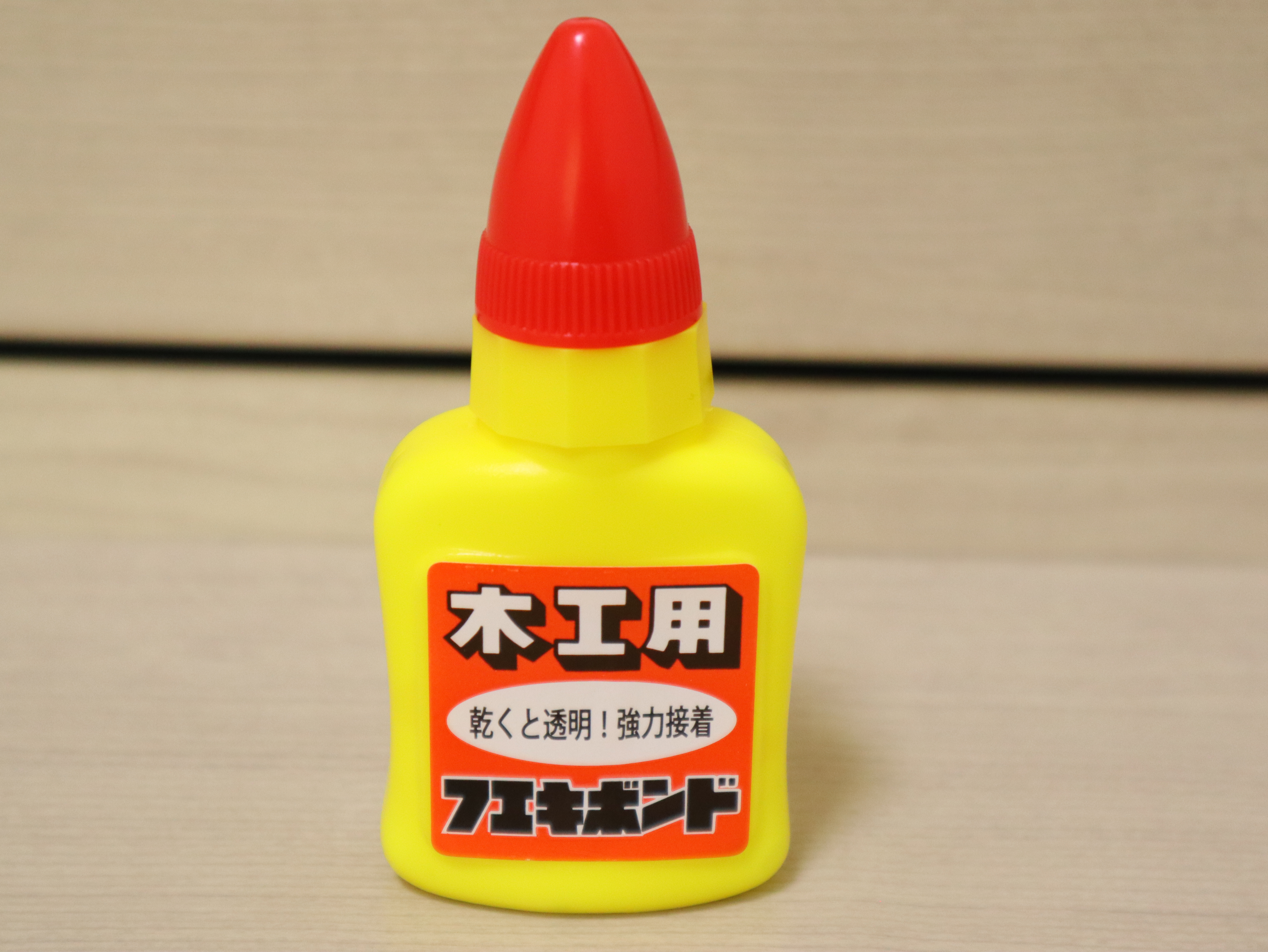
不易糊工業製　フエキボンド

不易糊工業株式会社（ふえきのりこうぎょう）は、大阪府八尾市に本社を置く、糊・接着剤などの文具を製造する企業である。1886年創業。

## 概要
1895年に卓上糊の元祖「不易糊」（現在は片仮名で「フエキ糊」と表記）の開発に成功。1899年に「ヤマト糊」を誕生させたヤマトと共に、国内の糊生産をリードしてきた企業である。「フエキ糊」の他に、1925年に販売を開始した「不易墨汁」もロングセラー商品となっている。
「不易」は荀子の「萬世不能易也」（永遠に変わることなし）に因む。永遠に変わらない品質を誇るという自信と創業者からの願いによって名付けられた。
同社の基幹商品「フエキ糊」に使われる澱粉はコーンスターチを使用し、キンモクセイの香料で香り付けをしている。

### 沿革
- 1886年（明治19年） 八代目・足立市兵衛により、前身となる足立商店が大阪府東区（現・中央区）南久宝寺町にて創業。
- 1895年（明治28年） 「不易糊」が誕生。
- 1924年（大正13年） 足立商店を不易糊工業に改組。大阪市南区東賑町（現・中央区谷町）に本社工場を設置。
- 1939年（昭和14年） 大阪市東成区生野田島町（現・生野区田島）に生野工場を設置。
- 1955年（昭和30年） 生野工場を廃し、大阪府八尾市竹渕（現・竹渕東）に八尾工場を設置し、本社移転。

## 主な商品
- 糊
- 接着剤
- 修正用品（修正ペン、修正テープなど）
- 書道用墨汁
- 描画材
- 芯ホルダー
- 付箋
- 薬用クリーム
- リップクリーム
- 建築用鉛筆
- 建築用シャープペンシル
- 建築用マーカー

など。また文具以外では工匠用商品、化粧品なども製造している。
特に糊のブランドのひとつ「どうぶつのり」は、帽子を被った可愛い動物（犬）をパッケージに使用したもので、幼稚園・小学校で幅広く利用されているロングセラー商品（1975年発売開始）として知られている。この犬には長らく名前が付けられていなかったが、2008年に「フエキくん」と命名された。パッケージの色は原則として黄色である。また2008年6月にはフエキくんのキャラクターライセンスビジネスを開始した。キャラクター商品としてパッケージを糊と同一デザインにしたハンドクリームや洗顔料など、ユニークな新商品も発売されている。